# Araneus pronubus
Araneus pronubus là một loài nhện trong họ Araneidae.
Loài này thuộc chi Araneus. Araneus pronubus được William Joseph Rainbow miêu tả năm 1894.